# Дубровка (Мари-Турекский район)
 Дубровка  — деревня в Мари-Турекском районе Республики Марий Эл. Входит в состав Марийского сельского поселения.

## География
Находится в восточной части республики Марий Эл на расстоянии приблизительно 35 км по прямой на юго-восток от районного центра посёлка Мари-Турек.

## История
Известна с 1883 года как починок с 14 дворами. В 1891 году отмечено 19 дворов с русским населением. В 1925 году в деревне было уже 26 дворов, 149 жителей, в 1946 20 и 91. В 1970-е годы её причислили к разряду неперспективных, к 1979 году в ней остался 31 житель. В 2000 году в деревне осталось 3 двора. В советское время работали колхоз «Новый строитель» и совхозы им. Кирова и «За мир».

## Население
Население составляло 8 человек (удмурты 75 %) в 2002 году, 8 в 2010.